# Dvorac Keglević
Dvorac Keglević naziv je dvorca koji se nalazi u općini Lobor u Hrvatskom zagorju i zaštićeno kulturno dobro.

## Opis dobra
Dvorac Lobor smješten je izvan istoimenog naselja u nizini, uz cestu koja vodi prema Zlataru. Izgradnju dvorca započela je obitelj Keglević krajem 16. ili početkom 17. stoljeća kada napušta svoj Lobor - grad. Današnji oblik četverokrilng dvorca s dvorištem u sredini poprima u 18.stoljeću, kada s dvama postojećim krilima dograđuju nova dva troetažna krila. Glavno pročelje dvokatnog dvorca raščlanjeno je pilastrima i naglašeno altanom na četiri para stupova. S dvorišne strane duž hodnika nižu se arkade. U sklopu dvora nalazi se kapela s drvenim zvonikom. Dvorac se ubraja među istaknutije primjere feudalne barokne arhitekture Hrvatskog zagorja.

## Arhitektura
Četverokrilna građevina sa zatvorenim unutarnjim dvorištem ima tlocrt blago izduženog pravokutnika. Tri krila dvorca su dvokatna, a istočno spojno krilo je jednokatno. S vanjske strane mu je prigrađena dvorska kapela koja svojim volumenom poligonalna zaključka izlazi iz osnovne linije njegova gabarita. Zapadno krilo je neznatno uvučeno pa završetci sjevernog i južnog krila koji ga obrubljuju tvore njegove rubne rizalitne istake. Sva krovišta su dvostrešna. Iz središnjeg dijela krovišta istočnog krila, pred kapelom, izdiže se drveni toranj sa satom, zaključen šiljatom kapom.  Organizacija prostora u tri dominantna krila ostvaruje se nizovima prostorija duž vanjskih perimetralnih zidova s pristupom iz uzdužnih hodnika koji su orijentirani prema središnjem dvorištu. Istočno vezno krilo sastoji se od hodnika u dvije etaže iz kojih se pristupa kapeli koja je naknadno prigrađena. Ulazna veža smještena je u središtu južnoga krila. Hodnici starijeg sjevernog krila imaju arkade na toskanskim stupovima, u prizemlju naknadno zazidane. Sličan se koncept ponavlja kod istočnog veznog krila koje ima arkade na toskanskim stupovima u katnoj etaži. Hodnici novijih krila (zapadnog i južnog) rastvoreni su pravokutnim prozorima prema dvorištu. 
Prizemlje stražnjeg sjevernog krila svođeno je bačvastim svodom duboko zasječenim susvodnicama, a hodnik prema dvorištu kao i hodnik veznog istočnog krila križno-bačvastim svodom. Prostorije južnog i zapadnog krila također imaju bačvaste svodove, dok su im hodnici zaključeni nizovima čeških svodova.Ulazna veža svođena je dvočlanim češkim svodom. Prostorije prvog kata sjevernog krila svođene su križno-bačvastim i bačvastim svodovima, dok su prostorije južnog i zapadnog krila svođene koritastim svodovima. Prostorije drugoga kata svih krila stropno su završene. Hodnici ponavljaju svodne konstrukcije donjih etaža.
Oblikovanje pročelja određeno je trakama rustike u prizemnoj zoni koja se doima kao rustična baza reprezentativnoj katnoj zoni koja je vertikalno povezana i naglašena lezenama koje obuhvaćaju oba kata. Glavno južno pročelje naglašeno je plitkim središnjim četveroosnim rizalitom na kojem je koncentrirana barokna plastika. Umjesto lezena ovdje se koriste pilastri s ovješenim girlandicama na kapitelnim volutama, a okviri prozora i vrata prvoga kata naglašeni su razgibanim nadstrešnicama s rastvorenim školjkama. U parapetnim zonama prozora prvoga kata ponavlja se motiv baroknog lambrekena u plitkoj plastici kao na prozorima bočnih zona. Tijekom prve polovice 19. stoljeća u širini rizalita dograđena je altana na četiri para toskanskih stupova s klasicističkom kovano-željeznom ogradom. Kapela Presvetog Trojstva ima zidni oslik s prikazima četiri evanđelista u medaljonima i iluzionistički oltar koji potječu iz vremena izgradnje kapele u 19. stoljeću. Na svodu glavne dvorane na prvom katu južnog krila očuvan je oslik mitološkog sadržaja, relativno skromne umjetničke vrijednosti. Prostorije kata i prizemlja pregrađivane su radi prilagodbe potrebama doma za starije osobe. Drvena stolarija i podne obloge su tom prilikom također mijenjane.

### Perivoj
Pred južnim ulaznim krilom dvorca početkom 19. stoljeća bio je uređen manji perivoj geometrijske organizacije s visokim raslinjem i dvije oranžerije, postavljene obostrano uz južno pročelje. Ova je zona preuređena početkom 20. stoljeća pri čemu su uklonjene oranžerije, a ortogonalna kompozicija zamijenjena je uvođenjem dijagonalnih staza koje povezuju dvorac s novoizgrađenim pomoćnim sadržajima.

## Današnje stanje
Građevinsko stanje je relativno dobro jer je dvorac kontinuirano u funkciji te se redovito održava. Nedavno je popravljen krov, zamijenjen je dio prozorske stolarije na vanjskim pročeljima. Dvorska kapela, naročito zidni oslici, imaju oštećenja zbog prisutnosti kapilarne vlage. Neznatne štete u vidu manjih pukotina na pročeljima i u unutrašnjosti na spojevima zidova i stropova drugog kata nastale su u nedavnom potresu od 22.3.2020.

## Zaštita
Pod oznakom Z-1905 zavedena je kao nepokretno kulturno dobro - pojedinačno, pravna statusa zaštićena kulturnog dobra, klasificirano kao "profana graditeljska baština".